# Microtrombidium otagoensis
Microtrombidium otagoensis är en spindeldjursart som beskrevs av Malcolm Luxton 1989. Microtrombidium otagoensis ingår i släktet Microtrombidium och familjen Microtrombidiidae. Inga underarter finns listade i Catalogue of Life.